# Архангај
Архангај (монг. Архангай аймаг) је једна од 21 провинције у Монголији. Налази се средишњем делу земље на падинама планине Хангајн.

## Географија
Површина провинције је 55.313 km², на којој живи 84.583 становника. Главни град је Цецерлег. Архангај је претежно планински предео са највиши врхом од 3529 метара. Овуда протичу три реке — Тарим, Чулут и Ханујн. Постоје и једно веће језеро — Терхијн Цаган. Клима је оштра континентална, зими су температуре у распону од —30°C до —38°C, а лети до 35°C. Провинција Архангај је основана 1931. године и састоји се од 19 округа.